# Хайрхандулаан

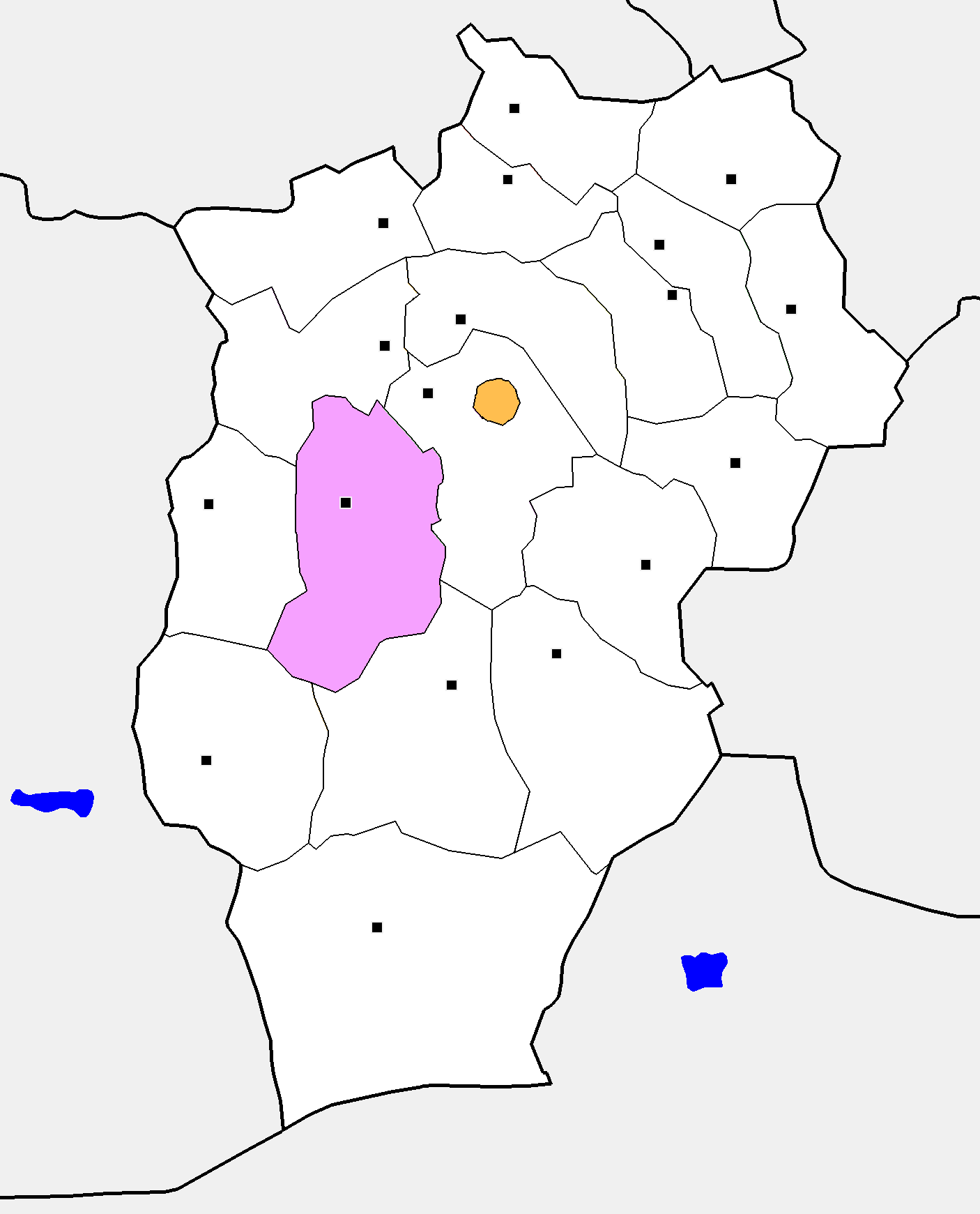
Сомон Хайрхандулаан Уверхангайского аймака

Хайрхандулаан (монг. Хайрхандулаан) — сомон аймака Уверхангай в Монголии, с центром в поселке Марзат в 72 км от столицы аймака. Население 3,4 тысячи человек. Расположен на расстоянии 502 км от Улан-Батор.

## Описание

### Рельеф
Сомон расположен в степной зоне подножья южного макросклона Хангая, высота над уровнем моря 1900 - 2978 м. Сейсмическая активность может достигать 3-4 баллов. Водоемов немного, их поверхность занимает всего 513,5 га или 0,1% площади сомона.

### Климат
Климат резко континентальный. Средняя температура января -21 °С, июля +18 °С, ежегодная многолетняя норма осадков 255-337 мм. Во время засухи 2000-х годов по наблюдениям за 3 года в среднем выпадало 143,7 мм осадков.

### Фауна и флора
Растительность степная. Леса занимают всего 833.5 га или 0.2% площади сомона.

### Хозяйство и культура
Общее количество скота в сомоне (на 2015 год) составляет 179062 голов, из них 65 верблюдов, лошадей - 7236, 3733 головы крупного рогатого скота, 72 389 овец и 95 639 коз. Обрабатываемые земли составляют 12 гектаров. Из них 5 га заняты картофелем, 3 га овощами, остальное кормовыми культурами и травами.
Сомон подключён к центральной энергосистеме. В центре сомона в 2004 году построена подстанция. В сомоне имеется медицинский центр, 12-летняя общеобразовательная школа, общежитие, культурный центр, детский сад. Здание школы введено в эксплуатацию в 1985 году, в 2005 году реконструировано. Больница на 11 коек построена в 2007 году, в ней 2 врача, 8 фельдшеров и 5 медсестер, в общей сложности 23 сотрудника.

#### Статистика
| Данные по:                        | 2007    | 2008     | 2009     | 2010     | 2011     |
| --------------------------------- | ------- | -------- | -------- | -------- | -------- |
| Численность постоянного населения | 3,517   | ▼3,510   | ▲3,519   | ▼3,473   | ▼3,396   |
| Поголовье скота                   | 172,356 | ▲194,563 | ▼188,222 | ▼122,213 | ▲145,630 |

## Известные уроженцы
- Жамбын Пурэв (1921—2011) — монгольский писатель, лауреат Государственной премии Монголии (1984).